# Avesnes-sur-Helpe
Avesnes-sur-Helpe – miejscowość i gmina we Francji, w regionie Hauts-de-France, w departamencie Nord.
Według danych na rok 1990 gminę zamieszkiwało 5108 osób, a gęstość zaludnienia wynosiła 2280 osób/km² (wśród 1549 gmin regionu Nord-Pas-de-Calais Avesnes-sur-Helpe plasuje się na 176. miejscu pod względem liczby ludności, natomiast pod względem powierzchni na miejscu 892.).

## Urodzony w Avesnes-sur-Helpe
W Avesnes-sur-Helpe urodził się 3 kwietnia 1689 Gabriel Piotr Baudouin (spolszczone nazwisko: Boduen). Zmarł w Warszawie 10 lutego 1768. Wstąpił do Zgromadzenia Księży Misjonarzy św. Wincentego a Paulo. Założył w Warszawie w 1758 szpital Dzieciątka Jezus, który do dzisiejszego dnia istnieje. Stał się jednostką organizacyjną podległą Akademii Medycznej w Warszawie (w miejsce Wydziału Lekarskiego Uniwersytetu Warszawskiego).